# Macrochaeta helgolandica
Macrochaeta helgolandica är en ringmaskart som beskrevs av Friedrich 1936. Macrochaeta helgolandica ingår i släktet Macrochaeta och familjen Acrocirridae. Arten har ej påträffats i Sverige. Inga underarter finns listade i Catalogue of Life.